# Archiv der Philipps-Universität Marburg

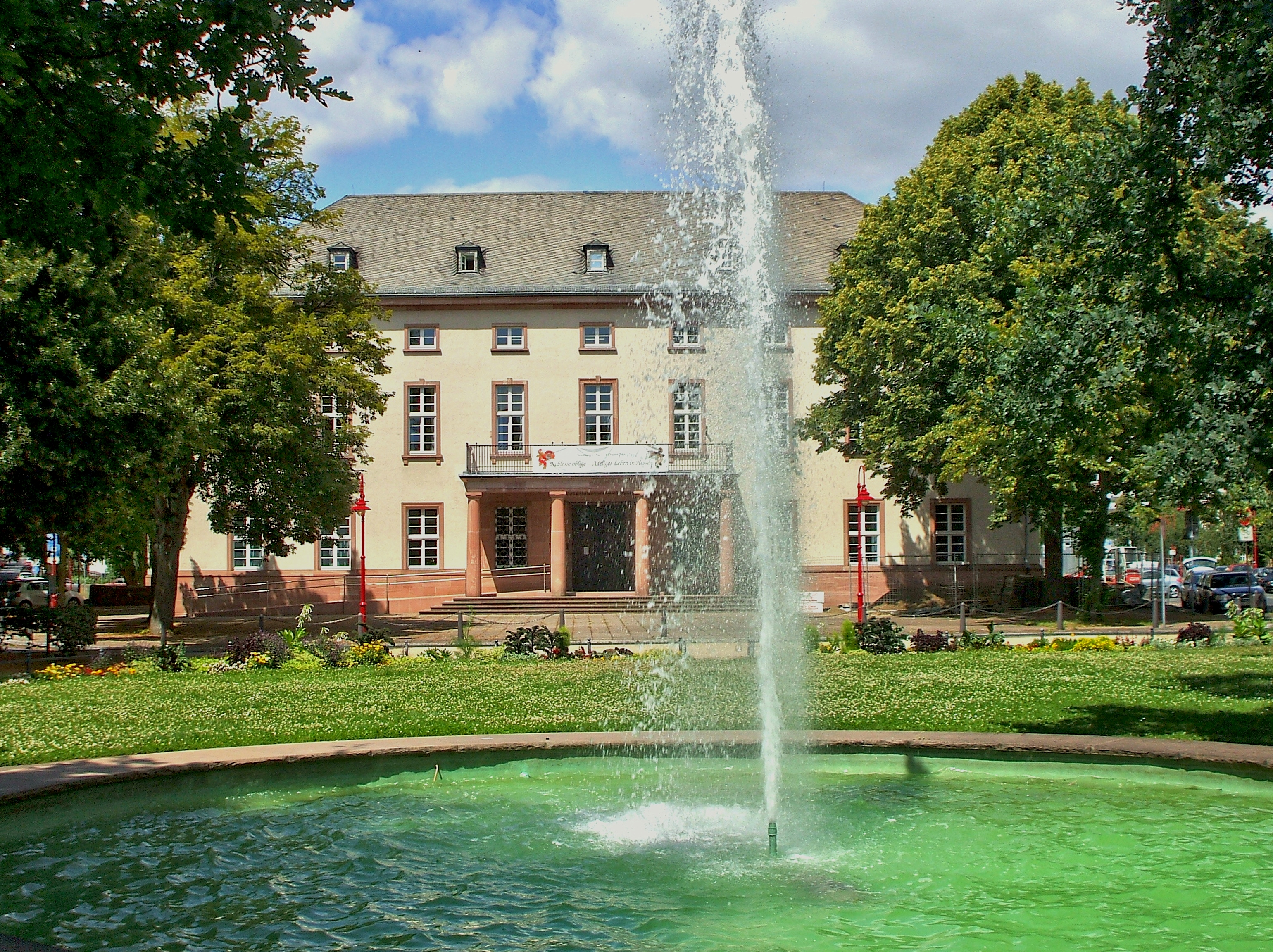
Staatsarchiv Marburg, Heimat des Archivs der Philipps-Universität Marburg

Das Archiv der Philipps-Universität Marburg ist für die Erhaltung, Erschließung und Bereitstellung der historischen Überlieferungen der Universität zuständig. 115 Jahre lang war es ein Depositum im Hessischen Staatsarchiv Marburg und wurde auch personell von jenem geführt. Seit dem 1. März 2006 fallen diese Aufgaben unter die Zuständigkeit der Universität. Räumlich ist das Universitätsarchiv weiterhin im Staatsarchiv Marburg untergebracht.

## Geschichte
Der umfangreiche Bestand des Universitätsarchiv resultiert vor allem aus der langen Geschichte der 1527 durch Landgraf Philipp dem Großmütigen gegründeten Marburger Universität und deren Vorgeschichte. Mit dem Depositalvertrag vom 10. März 1890 übernahm das Staatsarchiv Marburg vor allem deren Bestände zur älteren Geschichte, darunter Unterlagen säkularisierter Klostergüter zur Unterhaltung der Universität seit dem 14. Jahrhundert. Aus dem 14. Jahrhundert stammt damit auch die Basis des gut 500 Stücke reichen Urkundenbestandes, im 16. und 17. Jahrhundert kamen für die Universität zentrale Stücke wie das Universitätsprivileg von Karl V. dazu. Im 16. Jahrhundert beginnt auch die Aktenüberlieferung, die im 18. Jahrhundert breiter wird.
Die Bestände haben den Zweiten Weltkrieg ohne Verluste überstanden und wachsen seitdem ständig an. Zur Benutzung war bis in die 1970er-Jahre hinein eine Erlaubnis von der Universität einzuholen. Für die Gegenwart gelten die im Hessischen Archivgesetz festgelegten Regeln für öffentliches Archivgut.

## Bestände

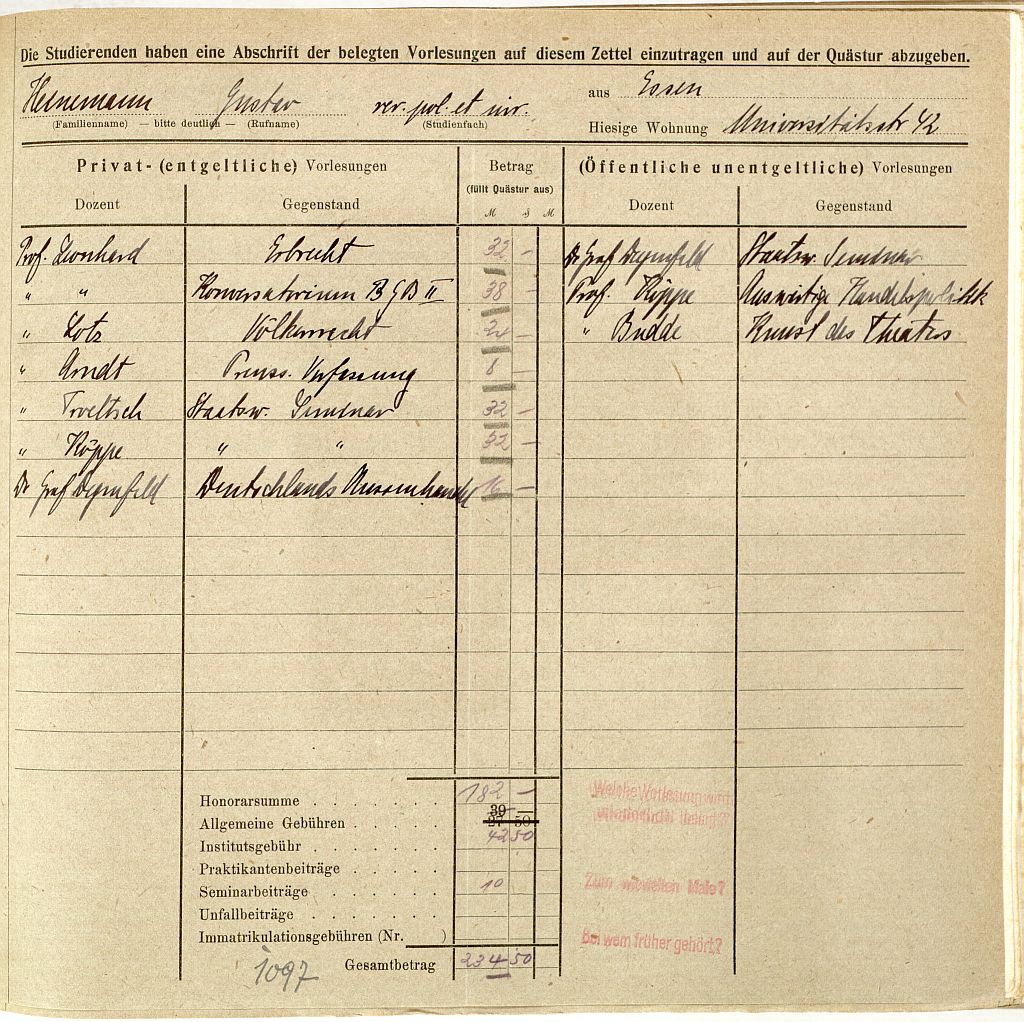
Belegbogen des späteren Bundespräsidenten Gustav Heinemann vom Sommersemester 1921

Es handelt sich um einen relativ umfangreichen und historisch wertvollen Bestand, der derzeit auf über 2500 laufende Regalmeter angewachsen ist. Er umfasst Unterlagen der zentralen Verwaltung seit dem 16. Jahrhundert bis heute, der Fakultäten und Fachbereiche sowie zahlreicher Institute, Seminare und Einrichtungen. Hervorzuheben sind die Matrikel, Vorlesungs- und Personalverzeichnisse, Berufungs- und Prüfungsakten, genannt werden sollen auch die zahlreichen Professorennachlässe sowie weitere Sammlungsbestände wie Flugblätter und studentische Zeitungen. Die Geschichte der Stipendiatenanstalt und anderer mit der Universität verbundenen Einrichtungen, wie dem Studentenwerk, dem AStA und dem Universitätsbund, ist ebenfalls dokumentiert. Erwähnt werden sollen auch die zahlreichen Akten zum Grundbesitz, mit dem sich die Universität über 300 Jahre finanzierte. Digitale Akten befinden sich in dem im Verbund mit anderen hessischen Universitäten betriebenen Digitalen Archiv der Hochschulen in Hessen (DAHH).